# Taira no Tadamori
Taira no Tadamori (* 1095; † 1153) war der Vater des späteren Clanoberhaupts der Tairas und der Vater dessen späteren Oberhauptes Taira no Kiyomori. Er war Gouverneur der japanischen Bizen-Provinz und Dichter.

## Die Intrige am Hofe laut Heike Monogatari
Im Heike Monogatari wird beschrieben, wie Tadamori einen für damalige japanische Verhältnisse unverhältnismäßigen sozialen Aufstieg erreichte. Laut Heike Monogatari ließ er im Namen des ehemaligen Kaisers Toba einen buddhistischen Tempel errichten. Toba ermöglichte ihm zum Dank einen Besuch im Palast. Die Herren am Hof waren vom plötzlichen Aufstieg eines einfachen Gouverneurs empört. Tadamori hörte, es solle ein Mordkomplott gegen ihn geschmiedet worden sein. Er nahm bei seinem Besuch also ein Messer und einen bewaffneten Vasallen mit. Die anderen Adeligen trauten sich daraufhin lauf Heike nicht, den Anschlag zu verüben. Stattdessen beschwerten sie sich nach der Veranstaltung bei Toba über die Beleidigung, die Toba dem Hof entgegenbrachte, indem er bewaffnet zu Besuch kam. Dieser bestellte Toba ein, der aber erklärte, der Vasall sei gegen seinen Befehl mitgekommen und die Messer sei nur eine Attrappe gewesen. Der Kaiser zeigte sich beeindruckt und lobte Tadamori, statt ihn zu schelten. Dieser erlebte dann, auch durch seinen Sohn und Erben Kiyomori hindurch, für seinen Clan und sich einen starken politischen und sozialen Aufstieg in der japanischen Hofgesellschaft.
Die im Heike Monogatari beschriebenen Geschehnisse wurden erst nach Jahren mündlicher Übertragung schriftlich erfasst und haben einen romantisierenden Charakter, können also nicht als eindeutig akkurat bewertet werden.